# Dries Devenyns
Dries Devenyns (* 22. července 1983) je bývalý belgický profesionální silniční cyklista, jenž naposledy závodil za UCI WorldTeam Soudal–Quick-Step.

## Hlavní výsledky
2005
Národní šampionát
 vítěz silničního závodu do 23 let
2006
Národní šampionát
 vítěz časovky amatérů
2. místo silniční závod amatérů
Tour de Bretagne
 celkový vítěz
 vítěz soutěže mladých jezdců
vítěz etap 4 a 5 (ITT)
Ronde de l'Oise
2. místo celkově
4. místo Flèche Ardennaise
Tour des Pyrénées
5. místo celkově
vítěz prologu
8. místo De Vlaamse Pijl
Le Triptyque des Monts et Châteaux
10. místo celkově
2008
Kolem Turecka
8. místo celkově
Ster Elektrotoer
8. místo celkově
Delta Tour Zeeland
10. místo celkově
2009
Kolem Rakouska
vítěz 5. etapy
Tour du Poitou-Charentes
5. místo celkově
Tour de Wallonie
7. místo celkově
9. místo Giro del Piemonte
2010
5. místo Giro del Piemonte
Kolem Baskicka
9. místo celkově
2011
4. místo Clásica de San Sebastián
6. místo Brabantský šíp
Kolem Ománu
7. místo celkově
Eneco Tour
8. místo celkově
10. místo Trofeo Mallorca
10. místo Trofeo Deià
2012
6. místo Grote Prijs Jef Scherens
8. místo Brabantský šíp
2013
Kolem Rakouska
5. místo celkově
Tour de l'Ain
10. místo celkově
2014
8. místo Omloop Het Nieuwsblad
2015
Tour de l'Eurométropole
6. místo celkově
10. místo Brabantský šíp
2016
Kolem Belgie
 celkový vítěz
vítěz 2. etapy
Tour de Wallonie
 celkový vítěz
vítěz 5. etapy
vítěz Grand Prix La Marseillaise
Étoile de Bessèges
6. místo celkově
10. místo Clásica de San Sebastián
2017
3. místo Grand Prix Pino Cerami
Národní šampionát
5. místo časovka
7. místo Brabantský šíp
2018
4. místo Cadel Evans Great Ocean Road Race
Tour Down Under
5. místo celkově
Kolem Ománu
6. místo celkově
Tour of Guangxi
9. místo celkově
2019
Tour Down Under
10. místo celkově
2020
vítěz Cadel Evans Great Ocean Road Race
7. místo Gran Piemonte
10. místo Brabantský šíp

### Výsledky na Grand Tours
| Grand Tour      | 2008 | 2009 | 2010 | 2011 | 2012 | 2013 | 2014 | 2015 | 2016 | 2017 | 2018 | 2019 | 2020 | 2021 | 2022 | 2023 |
| --------------- | ---- | ---- | ---- | ---- | ---- | ---- | ---- | ---- | ---- | ---- | ---- | ---- | ---- | ---- | ---- | ---- |
| Giro d'Italia   | 117  | 95   | —    | —    | —    | —    | —    | —    | —    | 89   | —    | —    | —    | —    | —    | —    |
| Tour de France  | —    | —    | 141  | 46   | 68   | —    | DNF  | —    | —    | —    | —    | 97   | 90   | 135  | —    | 119  |
| Vuelta a España | —    | —    | —    | —    | —    | —    | —    | —    | 101  | —    | 94   | —    | —    | —    | 100  | —    |

| —   | Nezúčastnil se |
| DNF | Nedokončil     |